# Michael Bingham
Michael Bingham (Sylva, Észak-Karolina, 1986. április 13. –) amerikai származású brit atléta, futó.
Hazája négyszer négyszázas váltójával ezüstérmet szerzett a 2009-es berlini világbajnokságon. A döntőben Conrad Williams, Robert Tobin és Martyn Rooney társaként futott.

## Egyéni legjobbjai
Szabadtér
- 200 méter síkfutás – 20,75
- 400 méter síkfutás – 44,74

Fedett pálya
- 200 méter síkfutás – 21,15
- 400 méter síkfutás – 45,69